# Acalolepta fuscopunctata
Acalolepta fuscopunctata är en skalbaggsart som först beskrevs av Aurivillius 1927.  Acalolepta fuscopunctata ingår i släktet Acalolepta och familjen långhorningar.
Artens utbredningsområde är Filippinerna. Inga underarter finns listade i Catalogue of Life.